# Francesco Antonio Grillo
Francesco Antonio Grillo (Sant'Agata del Bianco, 11 novembre 1744 – Napoli, 2 novembre 1804) è stato un vescovo cattolico italiano, ultimo vescovo di Martirano.

## Biografia
Figlio del giureconsulto napoletano Domenico Antonio Grillo, entrò nell'Ordine dei frati minori conventuali. Conseguì la laurea in teologia al Pontificio collegio sistino di Roma e fu ordinato presbitero il 1º maggio 1768.
Dedito agli studi, fu accolto all'Accademia dell'Arcadia di Roma col nome di Lirindo Cibalico. Insegnò Teologia a San Lorenzo Maggiore di Napoli e fece parte del Collegio dei Teologi di Napoli. Nominato vescovo di Martirano il 26 marzo 1792, ricevette la consacrazione episcopale il 9 aprile dello stesso anno. Fu ammesso all'accademia di Tropea e all'Accademia Cosentina (chiamata, all'epoca, "Accademia dei Pescatori Cratilidi").
Rimase a Martirano durante il periodo travagliato da eventi gravi eventi politici e militari (i moti giacobini, la fuga dei Borboni in Sicilia, l'arrivo dei Sanfedisti del cardinale Ruffo, la riconquista del territorio da parte delle truppe francesi, ecc.). Nel 1799, mettendo così fine alle proteste dei richiedenti, poté concedere l'autonomia alle parrocchie delle località montane del Reventino e della Sila le quali in passato non erano riuscite a ottenerla per l'opposizione di coloro che non intendevano rinunciare alle decime versate dai fedeli.
Ritornato a Napoli per motivi di salute nell'estate del 1804, il 29 ottobre dello stesso anno fu nominato vescovo di Cassano. Non poté tuttavia raggiungere la nuova sede perché morì pochi giorni dopo. Fu sepolto all'interno della basilica di San Lorenzo Maggiore; su un pilastro della prima cappella sinistra sono presenti due lapidi in latino fatte apporre dal fratello.

## Genealogia episcopale
La genealogia episcopale è:
- Cardinale Scipione Rebiba
- Cardinale Giulio Antonio Santori
- Cardinale Girolamo Bernerio, O.P.
- Arcivescovo Galeazzo Sanvitale
- Cardinale Ludovico Ludovisi
- Cardinale Luigi Caetani
- Cardinale Ulderico Carpegna
- Cardinale Paluzzo Paluzzi Altieri degli Albertoni
- Papa Benedetto XIII
- Papa Benedetto XIV
- Papa Clemente XIII
- Cardinale Francesco Saverio de Zelada
- Vescovo Francesco Antonio Grillo, O.F.M.Conv.